# Fondation des parcs royaux de Londres
La Fondation des parcs royaux est un organisme de bienfaisance, créé en 2003 (organisme de bienfaisance enregistré sous le numéro 1097545). Cet organisme de bienfaisance a pour mission de contribuer à l'entretien des huit Parcs Royaux de Londres pour que tout le monde en profite, maintenant et à l'avenir. Le Prince de Galles en est le parrain.

## Chaise longue de rêve

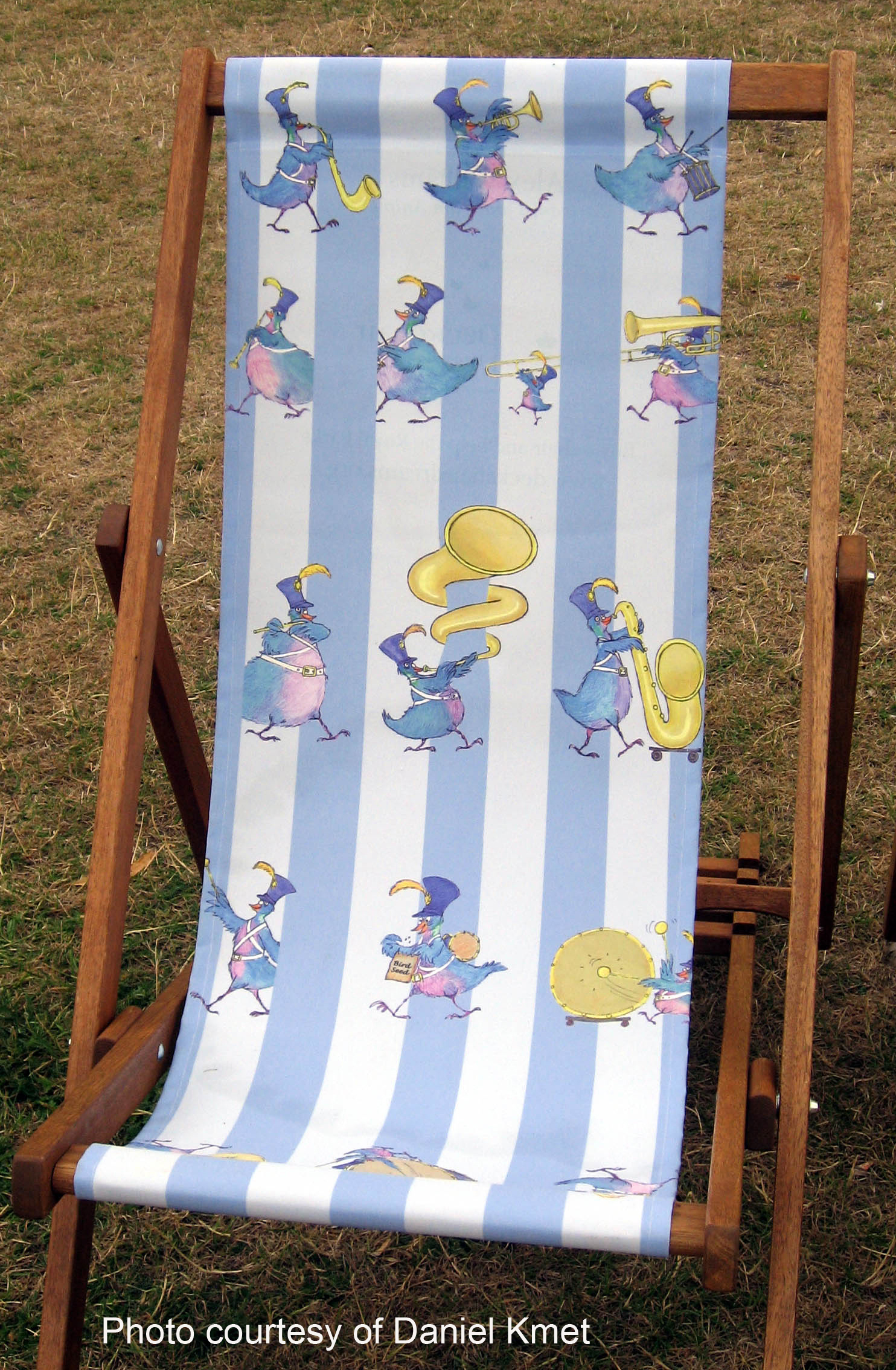
Transats 2010 par Alexander Williams.

Dans le cadre de ses priorités de collecte de fonds, la Fondation favorise l'initiative 'chaise longue de rêve', par laquelle des artistes font le don d'œuvres d'art qui seront reproduites sur la toile des transats répartis à travers les Parcs.
Parmi les artistes et les célébrités qui ont contribué à cette action nous pouvons citer: Damien Hirst, Will Young, Antony Worrall Thompson, Tracey Emin, Alexander McQueen et Raymond Briggs.
Les chaises longues de la collection 2008 ont été recyclées en sacoches par le concepteur Bill Amberg.

### 2010
La collection 2010 de transats développe les thèmes de la noix, des fruits et des graines dans les parcs. Elle a fait l'objet d'un partenariat avec la société des Jardins Botaniques de Shanghai et montre des dessins réalisés par des artistes anglais et chinois.
Parmi les concepteurs britanniques nous comptons le modiste Philip Treacy, Rob Kesseler, les caricaturistes Ronald Searle et Alexander Williams, et la sculpteur Simon Goujon. L'œuvre de Treacy montre une illustration du modèle de Linda Evangelista portant l'un de ses chapeaux.
Environ 700 chaises ont été mises à disposition à travers les Jardins de Kensington, Hyde Park, Green Park, St James Park et Regent Park. Sara Lom de la Fondation des parcs royaux a déclaré que ce projet était "un merveilleux partenariat avec Shanghai".